# 바트 하워드
바트 하워드(Bart Howard, 1915년 6월 1일 ~ 2004년 2월 21일)는 작곡가 및 작가로 바비 우맥, 프랭크 시나트라, 엘라 피츠제럴드 등이 부른 것으로 알려진 전통 팝 음악 Fly Me to the Moon을 작곡한 것으로 유명하다. 작곡 외에 전 세계를 돌아다니며 유명 음악가들과 재즈를 연주하기도 했다.